# Vadonville
 Vadonville  es una población y comuna francesa, en la región de Lorena, departamento de Mosa, en el distrito de Commercy y cantón de Commercy.

## Demografía
| 308 | 329 | 253 | 278 | 261 | 239 |
| Para los censos de 1962 a 1999 la población legal corresponde a la población sin duplicidades (Fuente: INSEE [Consultar]) |     |     |     |     |     |